# 韋納伯冰架
韋納伯冰架是南極洲的冰架，位於埃爾斯沃思地，長60公里、寬24公里，美國地質調查局根據測量和美國海軍空中照片把該冰架繪入地圖，以美國海軍船務主任命名。
73°3′S 87°20′W / 73.050°S 87.333°W